# Przejście graniczne Perły-Kryłowo
Przejście graniczne Perły-Kryłowo – planowane polsko-rosyjskie drogowe przejście graniczne położone w województwie warmińsko-mazurskim, w powiecie węgorzewskim, w gminie Węgorzewo. Tutaj rozpoczyna się droga krajowa nr 63.
Plan nie doczekał się realizacji; w 2016 zlikwidowano mały ruch graniczny między Polską a obwodem królewieckim (formalnie tymczasowo zawieszono od dnia 4 lipca 2016, pod pretekstem organizacji szczytu NATO w Warszawie oraz Światowych Dni Młodzieży w Krakowie, i już nigdy nie odwieszono).

## Historia starań Węgorzewa o przejście graniczne w Perłach
- 1991 r. – Rada Miejska w Węgorzewie podjęła Uchwałę nr V/21/91 r. w sprawie wyrażenia woli wzmożenia działań na rzecz utworzenia przejścia granicznego Perły – Kryłowo.
- 1992 r. – Poparcie w tej sprawie zgłosiły zainteresowane zwiększeniem ruchu tranzytowego na swoim terenie władze samorządowe Łomży, Kolna, Pisza, Orzysza, Giżycka, Węgorzewa, Buder, Pozezdrza, Kruklanek, Miłek, Rynu.
- 1992 r. – Porozumienie o współpracy pomiędzy wojewodą Suwalskim a Przewodniczącym Obwodu królewieckiego
- 1992 r. – List intencyjny w sprawie współpracy przygranicznej Ambasady ZSRR i Wojewody Suwalskiego,
- 1993 r. – Skarb Państwa dokonał zakupu działek o łącznej powierzchni 11,5 ha z przeznaczeniem pod budowę infrastruktury przyszłego przejścia granicznego
- 1997 r. – rosyjskie MSZ wystosowało notę dyplomatyczną, w której poinformowało o zgodzie strony rosyjskiej w sprawie umieszczenia przejścia Perły – Kryłowo w wykazie przejść lądowych
- 2005 r. – ”Strategia Rozwoju Społeczno – Gospodarczego Województwa Warmińsko-Mazurskiego do roku 2020” – ujęto uruchomienie przejścia granicznego Perły – Kryłowo,
- 2007 r. – Rada Miejska w Węgorzewie zatwierdziła miejscowy plan zagospodarowania przestrzennego drogowego przejścia granicznego Perły – Kryłowo
- W latach 2000–2007 wykonano kosztem kilkudziesięciu milionów złotych gruntowną modernizację dojazdowej do przejścia drogi krajowej nr 63, na odcinku ok. 13 km (Pozezdrze – Węgorzewo); w roku 2008 wykonana została modernizacja kolejnego 12 km odcinka (Giżycko-Pozezdrze)
- Przez cały okres interpelacje w tej sprawie zgłaszało do różnych organów państwowych wielu parlamentarzystów z Warmii i Mazur